# Historisches Museum von Bosnien und Herzegowina

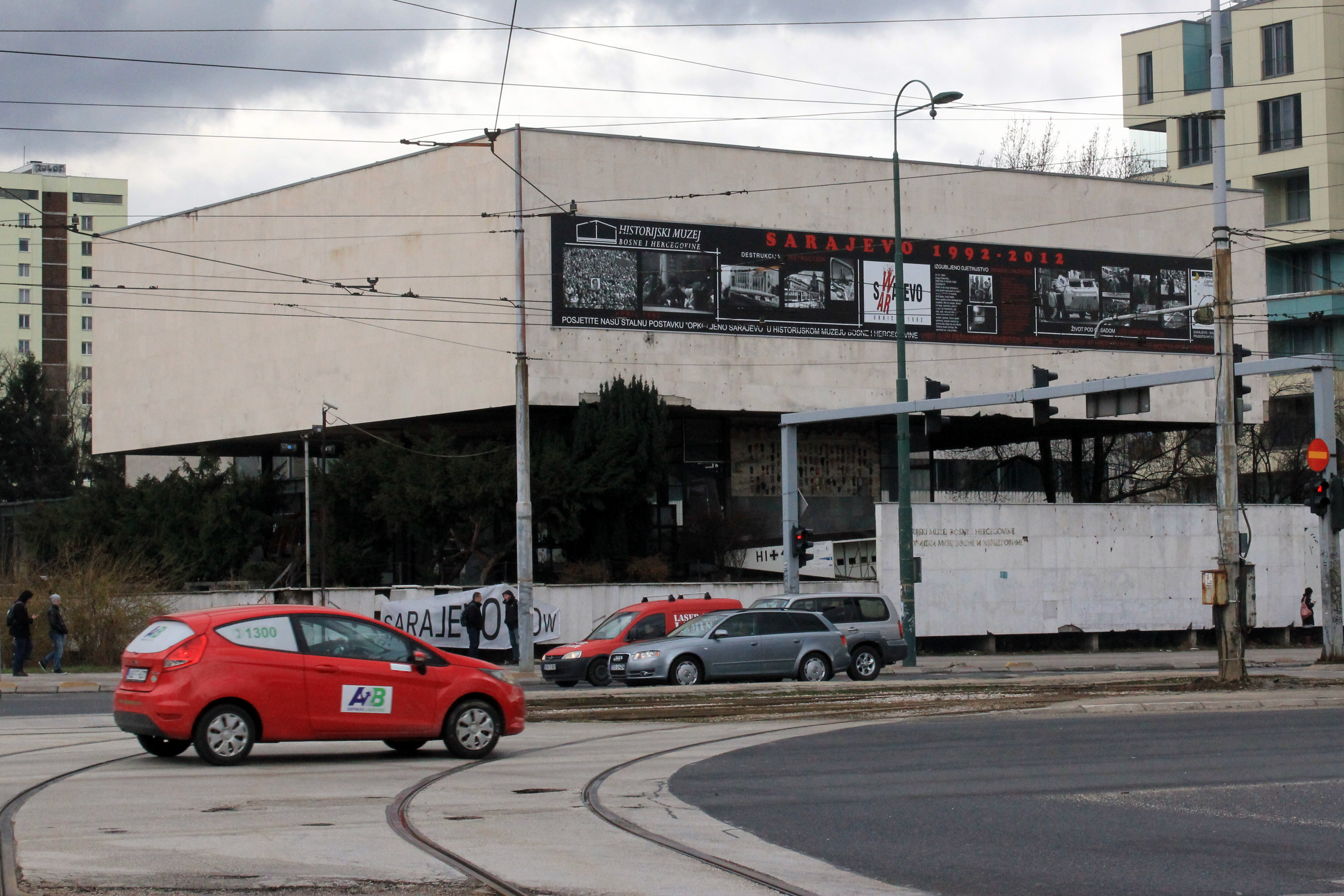
Historisches Museum von Bosnien und Herzegowina

Das Historische Museum von Bosnien und Herzegowina (bosnisch Historijski muzej Bosne i Hercegovine) ist ein Museum in Sarajevo, der Hauptstadt von Bosnien und Herzegowina. Es liegt an der breiten Hauptverkehrsstraße Zmaja od Bosne, gegenüber der US-Botschaft direkt neben dem Nationalmuseum.

## Geschichte
Das Historische Museum wurde am 13. November 1945 in der bosnischen Hauptstadt als „Revolutionsmuseum“ gegründet. Es beherbergt rund 300.000 Exponate von der Mitte des 10. Jahrhunderts bis 1995 und zeigt den Werdegang des Landes unter der Herrschaft des Osmanischen Reiches und Österreich-Ungarns sowie zur Zeit Jugoslawiens bis zur Unabhängigkeit des Landes und dem Bosnienkrieg.
Während des Krieges von 1992 bis 1995 lag das Museum zeitweise direkt an der Frontlinie und wurde zum Teil schwer beschädigt; die Museumsexponate konnten jedoch erfolgreich vor der Zerstörung bewahrt werden. Nach dem Krieg wurde zudem die Dauerausstellung „Belagertes Sarajevo“ eröffnet, die zurzeit (November 2018) neben einer Videoinstallation im Wesentlichen den öffentlichen Teil des Museums ausmacht und sich der Belagerung von Sarajevo durch die Vojska Republike Srpske widmet. Diese zeigt u. a. Waffen, Munition und Ausrüstung der Kämpfer, Überlebensstrategien der Einwohner von Sarajevo sowie Gegenstände, die zur Überbrückung des Kriegsalltags dienten. Am Museumsgebäude selbst sind noch zahlreiche Einschusslöcher vorhanden.

## Finanzierung
Das Historische Museum ist eine der sieben gesamtstaatlichen Kulturinstitutionen, deren Finanzierung seit dem Kriegsende noch nicht geregelt wurde. Laut Verfassung sind dafür die Behörden der zwei Entitäten, der Föderation Bosnien und Herzegowina und der Republika Srpska, zuständig.
Am 4. Januar 2012 musste das Museum aufgrund fehlender finanzieller Mittel zeitweise geschlossen werden. Laut der Museumsdirektorin sollte die Schließung nur zeitlich begrenzt erfolgen, bis eine Lösung zur Finanzierung der Heizungs- und Stromkosten sowie Bezahlung der Mitarbeiter gefunden werde. Ebenfalls von der Schließung betroffen waren die Kunstgalerie und das Nationalmuseum.
Trotz weiterhin unsicherer Finanzierung wurde das Museum nach mehr als zweijähriger Pause im Juni 2014 wieder geöffnet, ist aber nach wie von erheblichen baulichen Mängeln geprägt und teilweise für den Besuch gesperrt (Stand: November 2018).